# Лобо – володар Курумпо
«Лобо — володар Курумпо» — оповідання канадського письменника Ернеста Сетона-Томпсона, вперше опубліковане у 1898 році у збірці «Тварини, яких я знав». 

## Історія створення
У 1893 році з письменником трапився випадок, який спонукав до створення оповідання. Його знайомий Фітц Рандольф запросив письменника на свою ферму в Нью-Мексіко на полювання. Там, у долині Курумпо, було розвинуте тваринництво і розвелось багато вовків. Найвідомішим ватажком зграї був величезний вовк, надзвичайно розумний і сильний. Фермер запропонував угоду: Ернест Сетон-Томпсон мав поділитися мисливським досвідом з місцевими ковбоями в обмін на шкури впольованих хижаків. Сетон-Томпсон вирішив вполювати цього звіра. Розповідь про полювання на нього стала основою сюжету оповідання. Оповідання «Лобо» увійшло до збірки Сетона-Томпсона «Тварини, яких я знав», яка вийшла у 1898 році і змусила заговорити про нього як про письменника, котрий знову відкрив для людини світ тварин.
У 1906 році, Микола Баєр переклав книгу українською мовою.

## Сюжет
Оповідання складається з трьох частин. У першій частині описана історія вовчої зграї, ватажком якої був Лобо. 
Лобо був північноамериканським мексиканським сірим вовком, який жив у долині Каррумпо (Каррумпа-Крік) у Нью-Мексико. Протягом 1890-х років Лобо та його зграя, позбавлені своєї природної здобичі, такої як бізон, лось та вилоріг через поселенців, були змушені полювати на худобу поселенців, щоб вижити. Власники ранчо (ранчо Cross L) намагалися вбити Лобо та його зграю, отруюючи туші тварин, але вовки виймали отруєні шматки і відкидали їх, з'їдаючи решту. Вони намагалися вбити вовків за допомогою пасток та полювання групами, але ці спроби також зазнали невдачі.
Ернест Томпсон Сетон спокусився на виклик та винагороду в 1000 доларів за голову Лобо, ватажка зграї. Сетон спробував отруїти чотири приманки, ретельно приховавши сліди людського запаху, і розклав їх на території Лобо. Наступного дня всі приманки зникли, і Сетон припустив, що Лобо помер. Однак пізніше він знайшов усі чотири приманки складеними в купу та вкритими вовчими екскрементами, що демонструвало зневагу Лобо та насмішку над спробою Сетона вбити його та інших вовків.
Вовки за кілька років знищили понад дві тисячі свійських тварин. А однієї ночі розідрали заради забави двісті п'ятдесят овець. Ватажок був сильний, розумний і обережний. На Лобо полювали і розлючені фермери з ковбоями, і мисливці. Та все було марно. На капкани когось зі зграї було неможливо піймати, бо чутливий нюх Лобо попереджав про наявність запаху отрути чи людини, а їсти ватажок дозволяв зграї тільки забитих ними самими тварин. Лобо вважали за перевертня, тому полювали на нього і з допомогою чудових вовкодавів, і з допомогою нововинайденої отрути, і з допомогою спеціальних заклинань.
Друга частина знайомить зі спробами оповідача частині оповідача вполювати Лобо. Чого він тільки не робив — безрезультатно. Лобо збирав м'ясо з отрутою у купку і гадив на нього. Він знаходив у темряві капкани, розгрібав навколо них землю і закидав капкани камінням, допоки не спрацьовували пружини.
Третя частина розповідає, як Лобо все ж таки спіймали. У його зграї була красива, горда і сильна біла вовчиця Бланка. Подруга ватажка, була необачною. Оповідач, розраховуючи на її легковажність, влаштував пастку біля голови зарізаної телиці, куди вона й потрапила. Лобо всіляко намагався її врятувати. Він не думав про себе. Сумуючи за своєю подругою, скрізь розшукував її, втратив обережність і також попався у капкани. Його захопили живцем і відвезли до ранчо. Тужіння Лобо за подругою вразило не тільки оповідача, який «ніколи б не повірив, що відчуватиме таке гостре почуття жалю до нього», а й суворих ковбоїв. Вовк відмовився від їжі, води, не здригався, коли до нього доторкувалися, лише дивився у прерії, широкі й безкраї.
«Він втратив і силу, і волю, і подругу». Серце вовка не витримало: він помер.

## Проблематика
Лобо вчить людей цінувати життя, яке має сенс лише тоді, коли освітлене любов'ю до іншого. Автор закликає вчитися у природи мужності і боротьби за життя, самопожертви, сили духу. А ще — благородства і лицарства.

## Головний герой
Головним героєм оповідання є сміливий, розумний вовк, ватажок зграї. Страх перед його ватагою зростав настільки, що щороку винагорода за голову Лобо підвищувалася. Гігантський вовк був старий, мудрий, мужній, гідний співчуття. Автор наділяє його такими рисами, які властиві людині. Вовк виражає свою симпатію до Бланки, так сумує за нею, що його виття зачіпає навіть суворих ковбоїв. Коли автор описує поведінку Лобо, то звертає увагу на самотність вовка і беззахисність його перед людиною.

## Проєкт «Спадщина Сетона-Томпсона»
Шкіра Лобо зберігається в Меморіальній бібліотеці та музеї Ернеста Томпсона Сетона на скаутському ранчо Філмонт поблизу Сімаррона, штат Нью-Мексико. До своєї смерті в 1946 році письменник захищав вовка — тварину, яка раніше завжди була демонізована. Сетон-Томпсон писав: «моє найщиріше бажання було переконати людей, що кожна з диких істот сама по собі є дорогоцінною спадщиною, яку ми не маємо права знищувати або розміщувати поза досяжністю наших дітей».
Історія вплинула на одного з найвідоміших у світі мовників та натуралістів Девіда Аттенборо, і надихнула на створення фільма Діснея 1962 року «Легенда про Лобо». Історія Лобо стала предметом документального фільму ВВС режисера Стіва Гудера в 2007 році.
Історія Сетона про Лобо вразила серця багатьох людей в усьому світі, і послужила стимулом для запуску природоохоронного руху.
Розповідь про полювання Сетона на Лобо можна знайти в книзі "Ernest Thompson Seton: The Life and Legacy of an Artist and Conservationist" Девіда Л. Вітта. Вона базується на особистому щоденнику Сетона та інших історичних джерелах. Ця історія також була представлена на виставці 2010–2011 років у Музеї історії Нью-Мексико.
Академія, Освітня організація в Санта-Фе, штат Нью-Мексико, знаходиться на місці колишнього маєтку Ернеста Томпсона Сетона і в даний час втілює проєкт «Спадщина Сетона». Контролює його історик Академії Девід Вітт, опрацьовує твори мистецтва і досліджує життєво важливі зв'язки між баченням дикої природи Сетона-Томпсона на початку 20 століття, сучасними екологічними проблемами та продуманим управлінням.
Щороку в серпні Академія проводить подію «Лобо, володар Курумпо» до дня народження Сетона-Томпсона. Так, 2018 року на виставці в галереї було представлено оригінальне мистецтво понад 50 сучасних художників, кожен з яких ілюструє одну частину історії Лобо у власній інтерпретації, а зібрані твори видано у вигляді графічного роману.